# Autobus policyjny

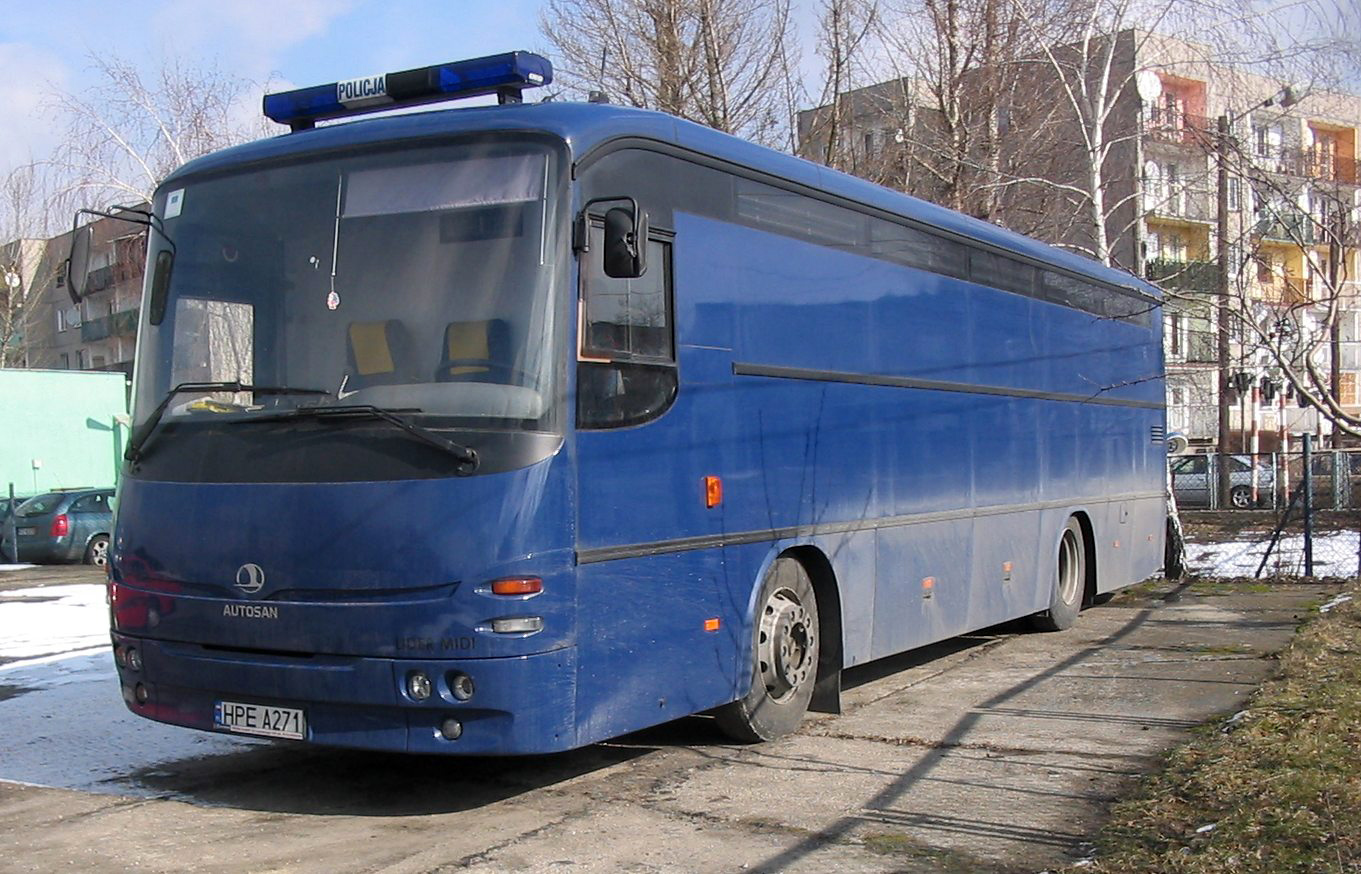
Autobus Polskiej Policji.

Autobus policyjny − rodzaj autobusu, przeznaczonego najczęściej do transportu dużej liczby policjantów. Niekiedy używane są również opancerzone autobusy policyjne służące do transportu wyposażenia (np. broni, kamizelek kuloodpornych, czy też odbierania rannych policjantów) lub do przewozu więźniów (więźniarki).
Podczas dużych akcji policyjnych, opancerzone autobusy służą jako mobilne stanowiska dowodzenia a nawet jako miniposterunki w terenie.